# Граф Линдси

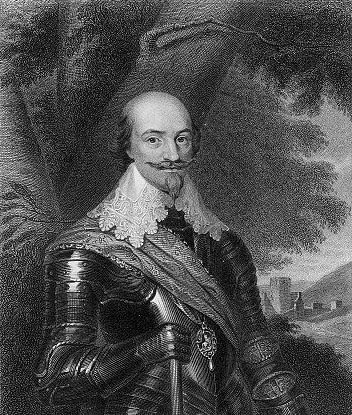
Роберт Берти, 1-й граф Линдси

Граф Линдси (англ. Earl of Lindsey) — титул пэра Англии. Он был создан в 1626 году для Роберта Берти, 14-го барона Уиллоуби де Эрзби (1583—1642). Он был первым лордом Адмиралтейства (1635—1636) и лордом великим камергером Англии (1625—1642). Лорд Линдси сражался на стороне роялистов в Гражданской войне и погиб в битве при Эджхилле 23 октября 1642 года. Ему наследовал сын Монтегю Берти, 2-й граф Линдси. Он также сражался в битве при Эджхилле и прибыл к парламентариям, чтобы присутствовать при своём отце, смертельно раненом в сражении. Позднее лорд Линдси сражался в Первой и Второй битвах при Ньюбери, в сражении при Нейсби. Его сын от второго брака, Джеймс Берти, получил титул графа Абингдона в 1682 году. В 1666 году Монтегю Берти наследовал его старший сын от первого брака, Роберт Берти, 3-й граф Линдси. Избирался в Палату общин от Бостона и служил лордом-лейтенантом Линкольншира.
В 1690 году его сын Роберт Берти (1660—1723) был призван в Палату лордов в подчинённом титуле своего отца как барон Уиллоуби де Эрзби. Позднее он служил в качестве канцлера герцогства Ланкастерского и лорда-лейтенанта Линкольншира, а также являлся одним из лордов-судей до приезда короля Великобритании Георга I. В 1706 году для него был создан титул маркиза Линдси, а в 1715 году он получил титул герцога Анкастера и Кестевена. Оба титула были созданы в пэрстве Великобритании. Его второй сын от первого брака, Перегрин Берти, 2-й герцог Анкастер и Кестевен, в 1715 году также был призван в Палату лордов при жизни своего отца как барон Уиллоуби де Эрзби. Позднее он занимал должность лорда-лейтенанта Линкольншира. Ему наследовал старший сын Перегрин Берти, 3-й герцог Анкастер и Кестевен, который был генералом британской армии и шталмейстером (1766—1778). Он также был лордом-лейтенантом Линкольншира. Его второй сын Роберт Берти, 4-й герцог Анкастер и Кестевен (1756—1779), также недолго служил лордом-лейтенантом Линкольншира и скончался неженатым в 1779 году. После его смерти на баронский титул стали претендовать две его сестры, леди Присцилла (1761—1828), жена сэра Питера Баррела, 1-го барона Гвидира, и леди Джорджиана (1764—1838), жена Джорджа Чамли, 1-го маркиза Чамли. В 1780 году Присцилла Баррел получила титул баронессы Уиллоуби де Эрзби.
В 1779 году титулы герцога Анкастера и Кестевена, маркиза и графа Линдси унаследовал Браунлоу Берти, 5-й герцог Анкастер и Кестевен (1729—1809), младший (третий) сын 2-го герцога. Он ранее представлял Линкольн в Палате общин и служил лордом-лейтенантом Линкольншира. У него не было сыновей, и после его смерти в 1809 году титулы герцога Анкастера и Кестевена и маркиза Линдси пресеклись. Титул графа Линдси унаследовал его троюродный брат, Альбемарль Берти, 9-й граф Линдси (1744—1818). Он был правнуком Чарльза Берти, пятого сына 2-го графа Линдси. Лорд Линдси был генералом британской армии и заседал в Палате общин от Стэмфорда. В 1939 году его внук Монтегю Берти, 12-й граф Линдси, скончался, не оставив сыновей. Титул графа Линдси унаследовал его дальний родственник, Монтегю Таунли-Берти, 8-й граф Абингдон (1887—1963). Ему наследовал двоюродный брат Ричард Генри Руперт Берти (род. 1931), 14-й граф Линдси и 9-й граф Абингдон.
Родовой резиденцией служит Гилмилнскрофт-хаус, рядом с Мохлином в Ист-Эршире.

## Графы Линдси (1626)
- 1626—1642: Роберт Берти, 1-й граф Линдси (1582—1642);
- 1642—1666: Монтегю Берти, 2-й граф Линдси (1608—1666);
- 1666—1701: Роберт Берти, 3-й граф Линдси (1630—1701);
- 1701—1723: Роберт Берти, 4-й граф Линдси (1660—1723), маркиз Линдси с 1706 года, герцог Анкастер и Кестевен с 1715 года.

## Герцоги Анкастер и Кестевен (1715)
- 1715—1723: Роберт Берти, 1-й герцог Анкастер и Кестевен (1660—1723);
- 1723—1742: Перегрин Берти, 2-й герцог Анкастер и Кестевен (1686—1742);
- 1742—1778: Перегрин Берти, 3-й герцог Анкастер и Кестевен (1714—1778);
- 1778—1779: Роберт Берти, 4-й герцог Анкастер и Кестевен (1756—1779);
- 1779—1809: Браунлоу Берти, 5-й герцог Анкастер и Кестевен (1729—1809).

## Графы Линдси (1626, восстановление)
- 1809—1818: Альбемарль Берти, 9-й граф Линдси (17 сентября 1744 — 17 сентября 1818), сын Перегрина Берти (1709—1779), потомок Монтегю Берти, 2-го графа Линдси;
- 1818—1877: Джордж Августус Фредерик Берти Албемарль, 10-й граф Линдси (4 ноября 1814 — 21 марта 1877), старший сын предыдущего;
- 1877—1899: Монтегю Перегрин Берти, 11-й граф Линдси (25 сентября 1815 — 29 января 1899), второй сын 9-го графа Линдси;
- 1899—1938: Монтегю Альбемарль Перегрин Берти, 12-й граф Линдси (3 сентября 1861 — 2 января 1938), сын предыдущего;
- 1938—1963: Монтегю Генри Эдмунд Таунли-Берти, 13-й граф Линдси, 8-й граф Абингдон (2 ноября 1887 — 11 сентября 1963), сын Монтегю Чарльза Фрэнсиса Таунли-Берти, лорда Норрейса (1860—1919), внук Монтегю Артура Берти, 7-го графа Абингдона (1836—1928);
- 1963 — настоящее время: Ричард Генри Руперт Берти, 14-й граф Линдси, 9-й граф Абингдон (род. 28 июня 1931), сын майора Артура Майкла Козмо Берти (1886—1957), внук Монтегю Артура Берти, 7-го графа Абингдона (1836—1928);
  - Наследник: Марк Генри Уиллоуби Берти, лорд Норрейс (род. 6 июня 1958), старший сын предыдущего;
    - Второй наследник: достопочтенный Уиллоуби Константин Генри Сент-Мор (род. 15 июня 1996), старший сын предыдущего.